# 大阪市交通局6000形電車
大阪市交通局6000形電車（おおさかしこうつうきょく6000がたでんしゃ）は、大阪市交通局で使用されていた高速電気軌道（大阪市営地下鉄）用通勤形電車である。
本項では同形式の増備車両として位置付けられる6100形電車についても記述する。

## 6000形（→800形）
1961年（昭和36年）の大阪市営地下鉄4号線（現在の中央線）大阪港 - 弁天町間開業に伴いナニワ工機で6両が製造された。
既に同交通局では5000形（→50系）が登場していたが、5000形は1基の制御器で8個の電動機を駆動する1C8M方式であり、電動車は2両で1ユニットを構成する関係で最低でも2両編成を組む必要があり、当初の開業区間では輸送力過剰となってしまう。このため再び単行運転ができるよう両運転台車として製造された。
車体は5000形より1m伸びた18mとされ、塗装は高架区間を走ることから目立つ色として小田急電鉄3000形SE車に似たオレンジ・グレー・白の3色を採用した。尾灯は50系とは異なり前照灯の直下に設置され、両方を涙滴形のケースに収めたデザインとされた。
また、当初開業区間が高架区間のみだったため、クレーン車で吊り上げるという、地下鉄車両としては極めて異例の搬入方法が取られた。

## 6100形（→900形）
1964年（昭和39年）の弁天町～本町間開業に伴いナニワ工機で11両が製造された。基本的な外観・構造は6000形に準ずるが、同時期に製造された5000・5500形増備車と同様に雨どいの設置、ベンチレータの形状変更、車内戸袋部への網棚設置（これに伴い戸袋窓の天地寸法が小さくなった）などが実施された。
当形式は6000形と異なり、竣工時は既に港検車場の車両搬入用クレーンが完成していたため、高架線上への吊り上げは実施されなかった。
大阪市営地下鉄では、1200形以降、近畿地方の鉄道事業者では珍しく両開き扉に戸袋窓を設置していたが、これは当形式が最後となった。

## その後の変化
堺筋線用の60系の登場を控えた1968年（昭和43年）より、6000形は800形に、6100形は900形にそれぞれ改称・改番された（ともに元の車両番号-5200）。時を同じくして特徴的だった塗装も当時の標準色であった上半分アイボリー、下半分タキシーイエローのツートンカラーに改められた。
1969年（昭和44年）の本町 - 谷町四丁目間開業を機に中央線全線の保安装置が、打子式ATSからWS-ATCに変更されることになったため、営業運転で先頭に出る運転台は車上装置設置の関係で助士席側の前面窓が30系と同様に小型化され、窓の寸法は左右非対称になった。
また、車両側にラインカラーを表示することになり、1975年（昭和50年）頃より塗装がアッシュグリーン地にスペクトリウムグリーン（中央線のラインカラー）の帯へと変更された。前面については当初規定により貫通扉に表示していたが、高架線上での視認性向上のため後に腰部全体へも追加された。なお、森之宮検車場配置の50系には一部谷町・中央・千日前線共通運用となっている車両が存在していたため、共通運用解消までラインカラーの表示が遅れていたが、800・900形は製造の経緯から中央線専用となっていた。この間に余剰となった911号が1972年（昭和47年）3月に廃車された（車両自体は部品取り車としてその後数年間留置された後に解体）。
後年さらなる固定編成化が進むにつれて、本形式のような1C4M方式車は扱い難い存在となったため、1978年（昭和53年）から全車を対象に運転台の撤去および電装解除を実施した。同時に車内の照明設備の見直し（蛍光灯グローブの撤去・灯数削減）も実施された。800形は5800形へ、900形は5900形へそれぞれ改称・改番し（車番は原番+5000）、谷町線所属の50系の中間付随車へ転用されて全車谷町線へ転属した。
その後、同線の50系運行終了に伴い、1991年（平成3年）までに全車廃車された。